# East Ryde, New South Wales
East Ryde este o suburbie în Sydney, Australia.